# Есон (департман)
Есон (фр. Essonne) департман је у северној Француској. Припада региону Париски регион, а главни град департмана (префектура) је Еври. Департман Есон је означен редним бројем 91. Његова површина износи 1.804 км². По подацима из 2010. године у департману Есон је живело 1.215.340 становника, а густина насељености је износила 674 становника по км².
Овај департман је административно подељен на:
- 3 округа
- 42 кантона и
- 196 општина.

## Демографија
| 1968.   | 1975.   | 1990.     | 1999.     | 2006.     | 2011.     |
| ------- | ------- | --------- | --------- | --------- | --------- |
| 673 325 | 923 063 | 1 084 824 | 1 134 238 | 1 198 273 | 1 225 191 |